# Susanna van Steenwijk
Susanna van Steenwijk (geborene Susanna Gaspoel nach 1601 in London; vermutlich am 2. August 1664 begraben in Amsterdam) war eine niederländische Architekturmalerin.

## Leben

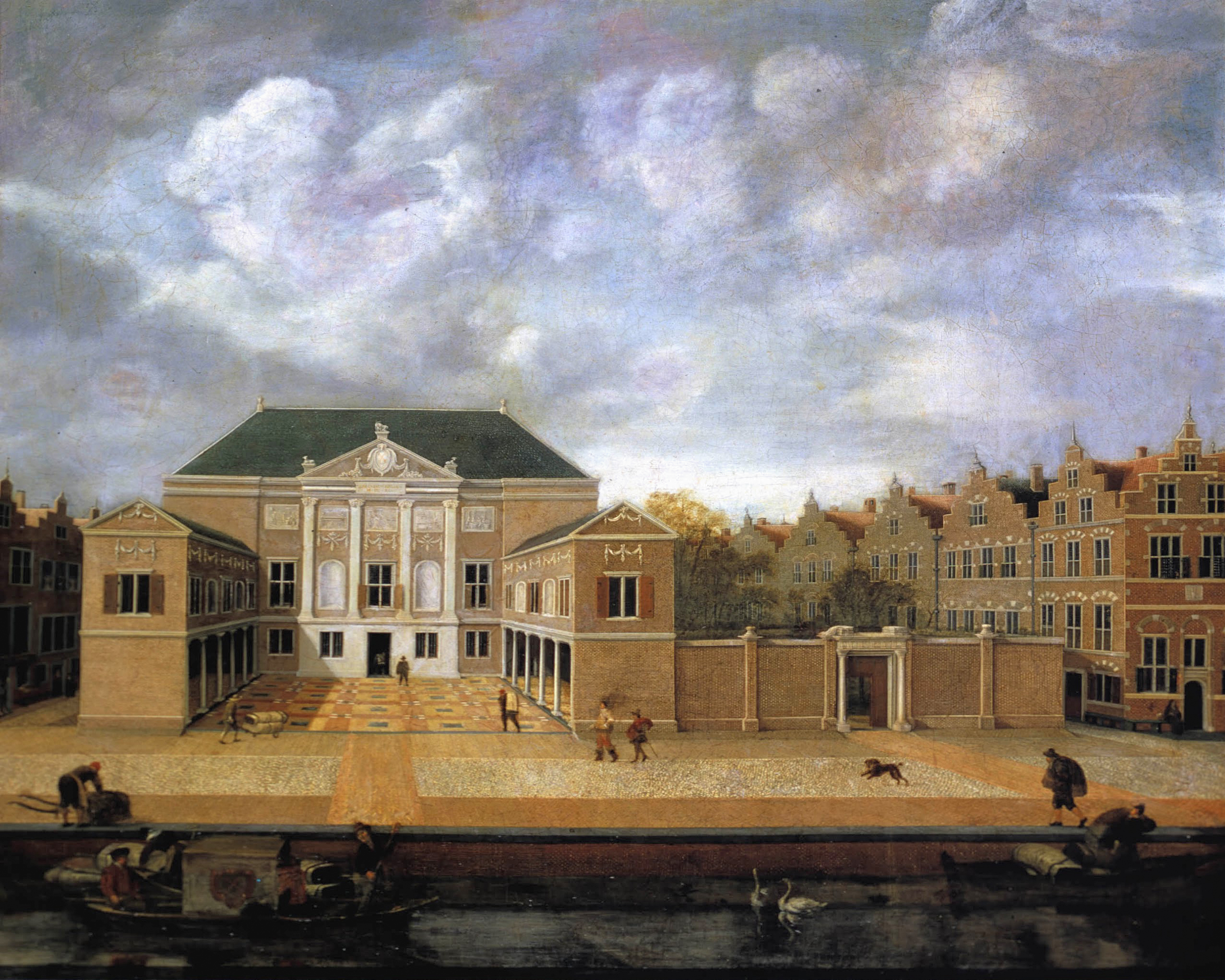
Lakenhal in Leiden, Gemälde von Susanna van Steenwijk, 1642

Susanna Gaspoel wurde als Tochter von John Gaspoel (gest. 1622/1623) in Westham und Clara (gest. nach 1623) geboren. Zum Zeitpunkt des Todes ihres Vaters waren die drei Kinder John, Susan und Clara jünger als 21 Jahre. Sie heiratete den Maler Hendrick van Steenwyck der Jüngere in der niederländischen Kirche. Aus der Ehe gingen mindestens zwei Söhne hervor. Susanna van Steenwijk war viel jünger als ihr Mann, der 1580 geboren wurde. Es ist wahrscheinlich, dass sie bei ihm das Handwerk der Architekturmalerei erlernte und mit ihm in seinem Atelier arbeitete. Ein Gemälde aus dem Jahr 1629, ein Kirchenraum mit der Signatur SvS, ist das früheste bekannte Werk von ihr. Die Tatsache, dass es eng mit Van Steenwijcks Werk verbunden ist, deutet darauf hin, dass sie zu diesem Zeitpunkt schon seit einiger Zeit mit dem Maler verheiratet war oder zumindest einige Zeit bei ihm in die Lehre gegangen war.
Aus den Taufakten der Nieuwe Kerk in Amsterdam geht hervor, dass Henrick, Sohn von Susanna Gaspoel und Henrick van Steenwijck, dort am 16. November 1632 getauft wurde, und die Taufe von Fredericus wurde in den Taufakten der Hooglandse Kerk in Leiden am 3. September 1634 verzeichnet. Ihr Mann Henrick muss vor dem Mai 1640 gestorben sein, denn in einer Quittung wird Susanna van Steenwijck als „Witwe von Hendrick van Steenwijck in Leyden“ erwähnt. Nach dem Tod ihres Mannes arbeitete sie weiterhin als Malerin und lebte offenbar noch eine Weile in Leiden.
Eine Darstellung der Lakenhal verkaufte sie 1642 an den Stadtrat von Leiden. Aus den Unterlagen geht hervor, dass sie das Gemälde mehrmals der Stadt anbot und dass die Stadt das Stück schließlich für den Preis von sechshundert Gulden erwarb. Es ist unklar, warum die Stadt bereit war, diesen hohen Betrag zu zahlen. In den 1650er Jahren malte Gaspoel eine Darstellung des Innenraumes der Leidener Pieterskerk. 1656 fungierte sie als Zeugin bei einer Taufe in der Hooglandse Kerk. Dem Zeitgenossen Joachim von Sandrart zufolge ließ sie sich nach dem Tod ihres Mannes in Amsterdam nieder, „und mit einer großartigen Perspektive verdiente sie es, dort zu leben und bis ans Ende ihrer Tage glücklich zu leben“.

## Werk
Von Susanna van Steenwijk sind nur sehr wenige Werke bekannt. In den meisten Fällen handelt es sich um Architekturdarstellungen, aber auch einige Stücke mit religiösem Thema werden ihr zugeschrieben. Da die Malerin wohl vor allem Architekturgemälde anfertigte und eng mit ihrem Mann zusammenarbeitete, werden sich unter den ihm oder seinem Umfeld zugeschriebenen Werken zweifellos Werke von Susanna befinden.
Zu ihrem Œuvre gehören Tafeln, die Teil eines Schranks sind, der um 1664, möglicherweise für einen Leidener Kunden, angefertigt wurde. Auf den Fronten der Schubladen befindet sich ein Blumenstillleben. Der Boden von neun kleinen Schubladen ist mit Porträts von Reformatoren wie Luther, Melanchthon und Calvin bemalt. Unten in der großen unteren Schublade befindet sich ein Kircheninterieur, während auf der Innenseite der Tür eine Darstellung von „Christus und der Samariterin“ gemalt ist. Beide letzten Tafeln tragen die Signatur „SVSANNA. V. STEIN. WYCK“ und das Datum 1664, aber es ist wahrscheinlich, dass auch die anderen Gemälde von ihr stammen. Bemerkenswert ist die Datierung, denn vermutlich starb Susanna van Steenwijk 1664 in Amsterdam. Am 2. August 1664 wurde sie in einem Grab in der Zuiderkerk beigesetzt.